# Chineze Nwagbo
Chineze Uzoamaka Nwagbo (ur. 28 listopada 1982 w Iowa) – amerykańska koszykarka grająca na pozycji silnej skrzydłowej, posiadająca także nigeryjskie obywatelstwo, reprezentantka tego kraju. 
W latach 2012–2014 zawodniczka klubu Basket Ligi Kobiet – KSSSE AZS PWSZ Gorzów Wielkopolski. W sezonie 2014/2015 zawodniczka Artego Bydgoszcz.
Zawodniczka posiada także nigeryjski paszport.

## Osiągnięcia
Na podstawie, o ile nie zaznaczono inaczej.
NCAA
- Uczestniczka rozgrywek turnieju NCAA (2002)
- Zaliczona do:
  - SU Athletic Director's Honor Roll (2004)
  - Big East Academic All-Star (2004)

Drużynowe
- Uczestniczka rozgrywek:
  - Eurocup (2010/2011)
  - ligi południowoamerykańskiej (2014/2015)

Indywidualne
- Uczestniczka meczu gwiazd PLKK (2014, 2015)
- Liderka PLKK w:
  - punktach (2014)
  - zbiórkach (2014)
  - skuteczności rzutów z gry (2014)

Reprezentacja
- Uczestniczka mistrzostw świata (2006 – 16. miejsce)